# Аршати
Аршати́ (каз. Аршаты) — село у складі Катон-Карагайського району Східноказахстанської області Казахстану. Входить до складу Урильського сільського округу.
Населення — 269 осіб (2021; 546 у 2009, 716 у 1999, 808 у 1989).
Національний склад станом на 1989 рік:
- казахи — 100 %

У радянські часи село називалось також Арчати.